# Sitnocvjetna ciklama
Sitnocvjetna ciklama (lat. Cyclamen parviflorum) je najmanja vrsta biljke iz roda ciklama. 

## Stanište
Živi na visokim nadmorskim visinama (1200-2400 metara) Pontskih planina u sjevernoj Turskoj. Osim što je najmanja vrsta u svom rodu, jedina je koja nastanjuje područja alpinske tundre, područja gdje snijeg zna biti dubok i do 1 metar.

## Opis
Sitnocvjetna ciklama je najmanje atraktivna od svih ciklama, te je vrlo teška za uzgojiti. Listovi su maleni i okruglastog su oblika. Dugi su samo 15-41 milimetar, a široki 15-45 milimetara. Tamnozelene su boje, te nemaju nikakvog sjaja. U donjem dijelu su, kao i kod većine drugih ciklama crveni. Cvjetovi su mirisni, pojavljuju se kad i listovi. Boja im je blijedo ružičasta do ružičasta. Latice su duge 4-8, u rijetkim slučajevima 14 milimetara. Na dnu svake latice nalazi se tamnoljubičasta mrlja. Nalikuju cvjetovima zimske ciklame.